# Bek Air
Bek Air era una compagnia aerea del Kazakistan, con sede ad Oral.

## Storia
La compagnia aerea è stata fondata nel 1999 come operatore di voli privati, Berkut Air, e da allora ha avviato servizi di linea nazionali. Nel 2008, Bek Air ha acquistato azioni dell'aeroporto di Oral Aq Zhol, aeroporto di base per la compagnia. Bek Air si è impegnata a investire 10 milioni di KZT (30.000 dollari) al mese per ricostruire la pista dell'aeroporto, che era in cattive condizioni. Nel 2011, la compagnia aerea è stata ribattezzata Bek Air.
Il 27 dicembre 2019, in seguito all'incidente del volo Bek Air 2100, le operazioni della compagnia aerea sono state sospese fino a nuovo ordine dal governo del Kazakistan. Alla fine di gennaio 2020, l'Amministrazione dell'aviazione del Kazakistan (AAK) ha rivelato gravi violazioni della sicurezza della compagnia aerea. L'AAK ha rilevato che i piloti di Bek Air trascuravano abitualmente di eseguire un walk-around e di ispezionare la presenza di ghiaccio sulla cellula prima del decollo, e avevano saltato queste procedure sul volo dell'incidente, in violazione dei manuali operativi sia del produttore dell'aeromobile che della compagnia aerea. Nonostante voli in una regione con inverni rigidi, la compagnia aerea non effettuava alcun addestramento speciale per le operazioni invernali. I meccanici di Bek Air spesso scambiavano i pezzi tra gli aeromobili senza tenere registri dettagliati e le targhette dei dati erano state rimosse dai motori e da altre parti dell'aeromobile, ostacolando la verifica della cronologia degli interventi. Rolls-Royce, il produttore dei motori degli aerei Fokker 100 della compagnia, non aveva ricevuto dalla compagnia alcuna informazione sulla manutenzione dei motori. L'AAK ha inoltre riscontrato carenze nei sistemi di protezione antincendio della stiva, nei giubbotti di salvataggio e nei segnalatori di emergenza e ha valutato le condizioni della flotta Bek Air come scarse.
Il 17 aprile 2020, l'AAK, citando l'incapacità della compagnia aerea di correggere le violazioni in materia di sicurezza, ha ritirato il certificato di operatore aereo di Bek Air e i certificati di aeronavigabilità dei suoi restanti aeromobili, affermando che la compagnia avrebbe dovuto sottoporsi nuovamente a una certificazione completa prima di condurre operazioni di volo.

## Incidenti
- 27 marzo 2016: il volo Bek Air 2041 ha effettuato un atterraggio con il carrello anteriore retratto all'aeroporto Internazionale di Astana. L'aereo si è fermato sulla pista e tutti gli occupanti sono stati evacuati attraverso le porte anteriori.[4]
- 27 dicembre 2019: il volo Bek Air 2100 si è schiantato contro un edificio in costruzione subito dopo il decollo dall'aeroporto Internazionale di Almaty causando la morte di 12 delle 98 persone a bordo. Il governo kazako ha avviato un'inchiesta ed ha disposto il blocco a terra di tutti i velivoli di Bek Air. Le indagini hanno permesso di appurare che l'aereo è entrato in stallo a causa della formazione di ghiaccio sulle ali.[5]